# Нада Гого

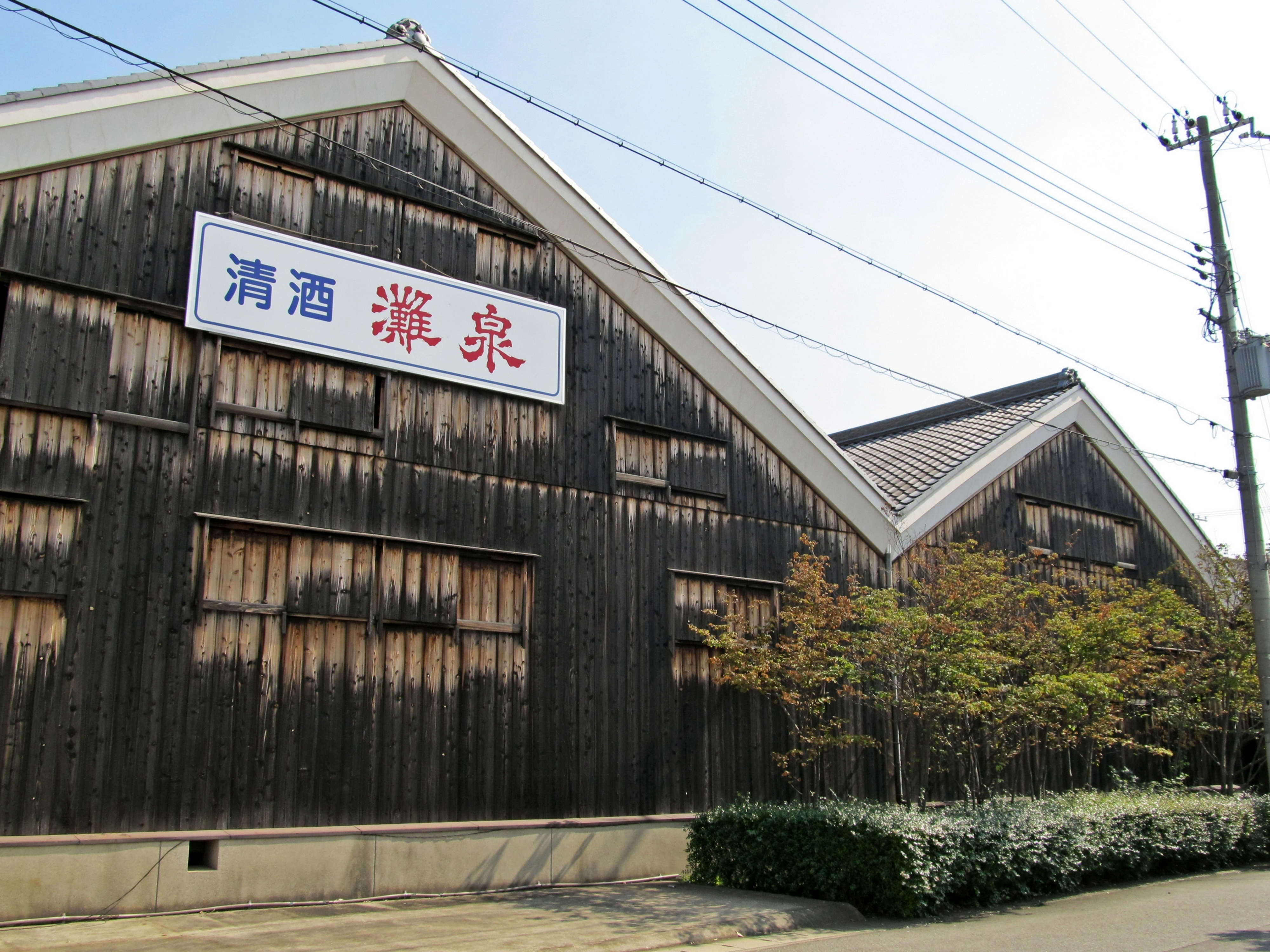
Сакэварня Идзуми Юноскэ Сётэн, единственная деревянная сакеварня в Нада Гого (Микагэ-го)

Нада Гого (яп. 灘五郷 "пять деревень Нада") это общее название пяти местностей в области Нада префектуры Хёго, в которых  производится сакэ. А именно Ниси-го, Микагэ-го, Уодзаки-го (на территории города Кобе), Нисиномия-го и Имадзу-го (на территории города Нисиномия). В этих местах производится более двадцати пяти процентов японского очищенного сакэ.

## Общие сведения
Одна из ведущих областей по производству саке в Японии. Название «Нада-гого» появилось в конце периода Эдо. В разные годы в состав этой области входили разные районы. Нынешний состав сформировался после окончания эпохи Мэйдзи. По состоянию на 2020 год в ассоциацию производителей сакэ Нада-гого входило двадцать седь компаний-производителей (двадцать шесть – по производству очищенного сакэ и одна – по производству мирина).
Начиная с периода Эдо Нада-гого процветает как знаменитый район производства сакэ благодаря высококачественному сорту риса Ямада-нисики и богатой минералами подземной воде Миямидзу, подходящей для приготовления сакэ, а также благодаря быстро остужающему рис холодному зимнему  ветру Рокко-ороси и удобному порту для транспортировки продукции по воде. Нада Гого является местом зарождения и головным офисом многих крупных компаний сакэ, и до сих пор усеяна малыми и средними сакэварнями.

## Нада Гого и крупные сакэварни
- Ниси-го (西郷): Нада-ку, Кобе

Во второй половине периода Эдо деревни Синдзаикэ и Оиси принадлежали группе Каминада Гониси.  Когда в 1914 году　была введена городская административная система, название было изменено на «Город Нисиго», потому что это Ниси-го.  Он был включен в город Кобе в 1929 году и стал частью района Нада-ку.
- Микагэ-го (御影郷): Хигасинада-ку, Кобе

Нынешний район Микагэ/Сумиёси в районе Хигасинада, город Кобе, префектура Хёго.  Также известен как Нака-го.  Район Микагэ находится в устье реки Исия.
- Уодзаки-го (魚崎郷): Хигасинада-ку, Кобе

Город Уодзаки и деревня Хондзё, существовавшие еще в эпоху Мэйдзи, были включены в состав города Кобе в 1950 году и стали частью района Хигасинада-ку.  Район Уодзаки расположен в устье реки Сумиёси.
- Нисиномия-го (西宮郷): Нисиномия

Нисиномия-го была частью Имадзу-мура (позже Имадзу-тё) в Муко-гун, и была включена в состав Нисиномия-си в 1933 году. В этой местности есть источник воды Миямидзу.
- Имадзу-го (今津郷): Нисиномия

Сегодняшний район Имадзу города Нисиномия, префектура Хёго. В довоенное время это была деревня Имадзу (позднее город Имадзу) в уезде Муко, а в 1933 году она была включена в состав города Нисиномия.